# 皮诺索
皮诺索，是西班牙巴伦西亚自治区阿利坎特省的一个市镇。总面积127km2，总人口6370人（2001年），人口密度50人/km2。